# Elantxobe
Elantxobe est une commune de Biscaye dans la communauté autonome du Pays basque en Espagne.

Le nom officiel de la ville est Elantxobe.

## Géographie
Elantxobe se situe sur les pentes rocheuses du cap Ogoño, qui protège le port de pêche, mais dont l'inclination énorme forme une cascade de rues étroites et en pente jusqu'au bord de la mer. Cette disposition oblige le village à avoir deux accès totalement séparés, un par le bas en direction du port et un autre sur la partie haute.

### Quartiers
Les quartiers d'Elantxobe sont Alarre, Lamera et Matxikale.

## Histoire
La ville apparaît en 1524 avec le port de pêche. Au XVIIe siècle elle devient un port de défense de la côte biscaïenne, qui est actuellement utilisé comme port de loisir. Jusqu'en 1858, elle a été un quartier de la municipalité voisine d'Ibarrangelu.
Ses festivités patronales se déroulent le 29 juin, jour de San Pedro.
Au XIXe siècle l'industrie de pêche d'Elantxobe compte sept usines de marinade et une de conserves. Ce moment de prospérité a été reflété dans la construction de l'église San Nicolás de Bari, fruit des donations des pêcheurs.

### Lien externe

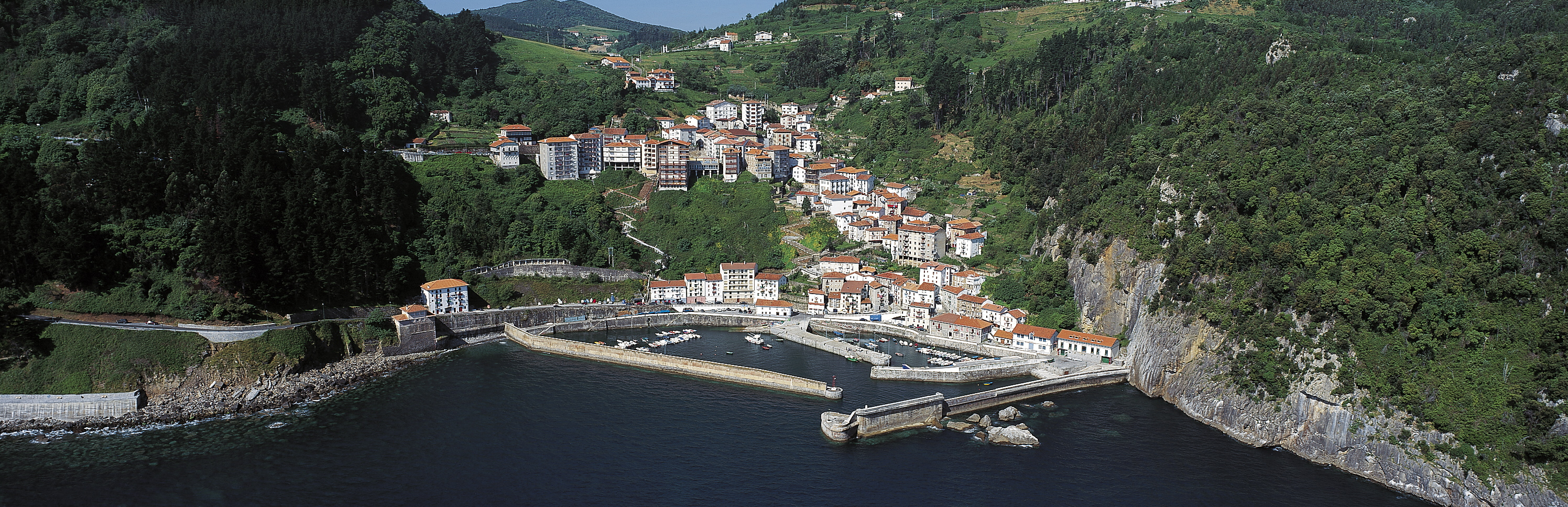

## Galerie

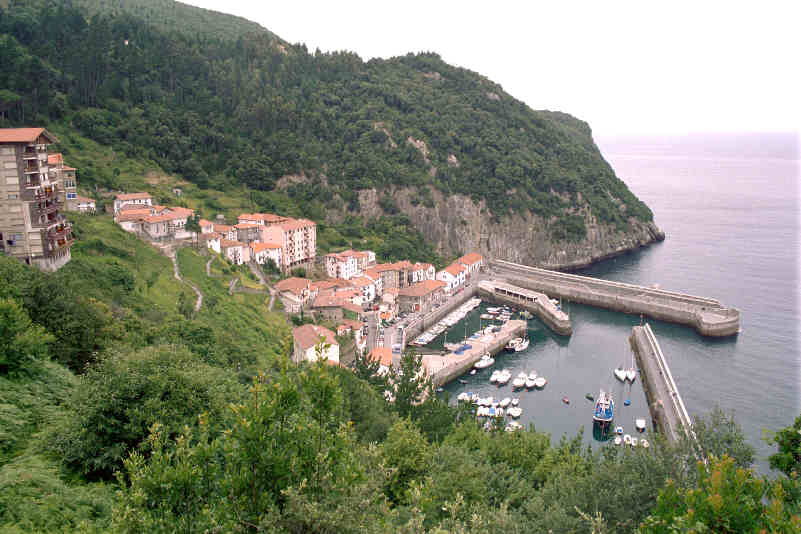
Vue du port de pêche d'Elantxobe
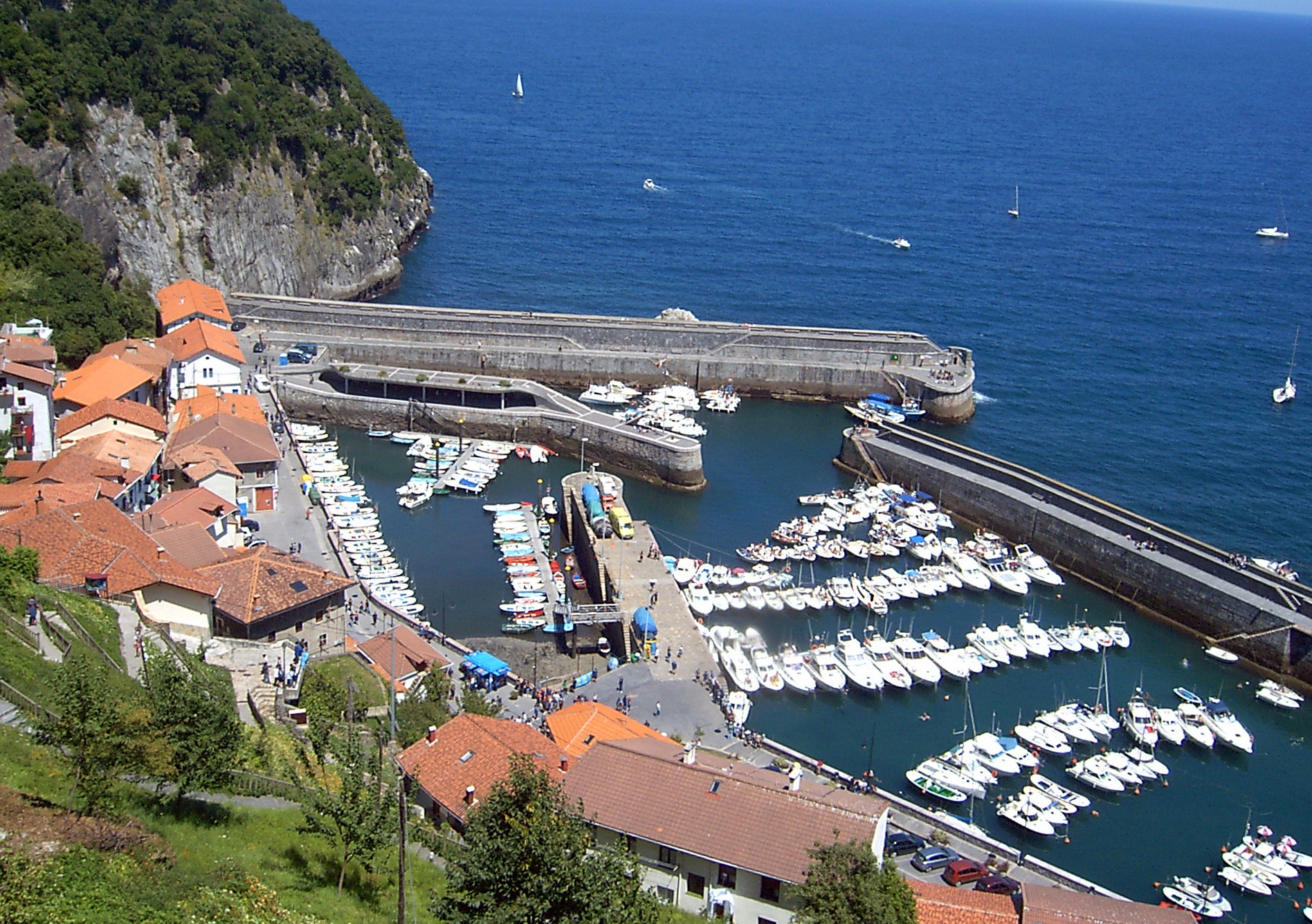
Vue du port de pêche d'Elantxobe

### Sources
- (es) Cet article est partiellement ou en totalité issu de l’article de Wikipédia en espagnol intitulé « Elanchove » (voir la liste des auteurs).